# دورة بورن وهابر
دورة بورن – هابر هي دورة موديناميكية تستعمل لحساب طاقات الارتباط في شبكات المركبات الصلبة الأيونية، ومتوسط طاقات ارتباط المركبات التشاركية، سميت على اسم العالمين الألمانيين، ماكس بورن وفريتز هابر، اللذين طوروها في عام 1919. تهتم الدورة بتكوين مركب أيوني من تفاعل معدن (غالبًا عنصر من المجموعة الأولى أو المجموعة الثانية) مع هالوجين أو عنصر غير معدني آخر مثل الأكسجين.